# Arninge Golfklubb
Arninge Golfklubb är en golfklubb i Täby kommun, Stockholms län.
Banan har skogs-, park- och seasidekaraktär och är belägen i Vågsjö vid Ullnasjön, strax norr om Arninge.
Arninge Golfklubb bildades den 19 december 1988 av i första hand Gunnar Hedeen, Sture Giertz, Tommy Jägenstedt och Christer Jörneskog. 1995 påbörjades byggandet av de första 6 hålen, 1996 byggdes ytterligare 3 hål, 1997 och 1998 de sista 9. Björn Eriksson ritade ursprungligen banan som senare förändrats. Byggandet leddes av Gunnar Hedeen tillsammans med Bengt Jönsson, Anders Röstlund, Tommy Jägenstedt, Peter Nilsson och klubbens dåvarande greenkeepers.
Medlemsrekrytering och utveckling av klubbens marknadssatsning drevs av klubbens marknadskommitté bestående av bland andra Gun Skire, Thomas Klevebro, Lars Nordlöf, David Hamilton och Bengt Jönsson.
Ett provisoriskt klubbhus byggdes 1996 och maskinhallen 1997.
1998 byggdes klubbhuset under ledning av Bengt Jönsson tillsammans med ett antal byggkunniga medlemmar, bland andra Gunnar Hedeen, Marie Holmqvist, Kent Örstål, Olle Johansson och byggkonsulten Rolf Sundberg. Klubbhuset ritades av Sävsjö Trähus Claes Sjöstrand.
1999 kompletterades anläggningen med en 6 håls korthålsbana.
Arninge Golfklubb blev utsedd till Årets Golfklubb i Stockholm 2001.
Anläggningen har ett av Stockholms största och mest utvecklade träningsområden och en golfrestaurang. Krögare sedan många år är Per Ström med personal.
År 2007 byggdes det gamla klubbhuset om till hotell.
2009 nåddes en uppgörelse med Täby kommun om markfrågan, kommunen hade inte ändrat detaljplaner korrekt och när det nya Arninge Ullna- området planerades uppstod problem. Lösningen blev att klubben tvingades bygga om en del av banan. Den kanadensiska banarkitekten Bob Kains som bland annat varit ansvarig för ombyggnation av Djursholms Golfklubb, Wermdö och Upsala Golfklubb engagerades och resultatet blev en bättre och mer uppskattad bana.
2010 fick klubben utmärkelsen Sveriges mest juniorvänliga golfanläggning.
2012 öppnades en ny studio och golfshop. Golfshopen blev då ansluten till Golfstore-kedjan som en flagshipstore.
2012 flyttade Stockholms golfdistriktsförbund in som hyresgäster.
Klubbchefer har varit Sven Askenberger, Seth Strandin, Lars Nordlöf. och Lars Tingvall
Greenkeeper har varit Michael Ljungman, Sean de Connick, Nathan Borlowen och Jimmy Olsson
Pros har bland andra varit Johan Almgren, Lars Tingvall, Peter Bailey, Tomas Nilsson, Jenny Hagman, Waldemar Stjernstigen, Carl Fredrik Järrel, Ida Bosson, George Saari samt Head Pro Lars Johansson.
Ordförande genom åren har varit: 1988–1992 Christer Jörneskog, 1993–1996 Jan Wedsberg, 1996–1997 Lars-Eric Fröberg, 1997–2000 Anders Janson, 2000–2022 Bengt Jönsson och 2022- Stefan Petersson